# Žehra
Žehra je obec na východním Slovensku, v Košickém kraji. Nachází se 17 km východně od Levoče a 4 km od Spišských Vlach. Obec je poprvé zmíněná v roce 1245 pod názvem Sygura.

## Části obce
Obec Žehra se skládá ze tří lokalit:[
- Žehra (asi 20 % populace)
- Sídliště Dřevěník (asi 75 % populace)
- Hodkovce (asi 5 % populace)[3]

## Pamětihodnosti
- V katastrálním území obce se nachází Spišský hrad (cca 5 km SSZ od intravilánu obce).
- Římskokatolický kostel sv. Ducha z roku 1275 s freskami z období mezi 13. a 15. stoletím je od roku 1993 zapsán ve Světovém dědictví UNESCO spolu s hradem a Spišskou Kapitulou.
- V místní části Hodkovce je kaštel ze 17. století a francouzský zámecký park.[4][5][6]

## Příroda
- Národní přírodní rezervace Dreveník
- Národní přírodní památka Spišský hradní vrch
- Přírodní památka Ostrá hora
- Přírodní památka Travertínová kopa Sobotisko
- Evropsky významná lokalita Spišskopodhradské travertíny